# Sanya Richards-Ross
Sanya Richards-Ross (Kingston, 26 de fevereiro de 1985) é uma velocista e campeã olímpica norte-americana, nascida na Jamaica.
Bicampeã olímpica em Atenas 2004 e Pequim 2008, integrando o revezamento 4x400 m norte-americano, ela conquistou sua medalha de ouro individual nos 400 m nos Jogos Olímpicos de Londres 2012. No Campeonato Mundial de Atletismo de 2009 recebeu a medalha de ouro ao vencer os 400 m rasos; um ano antes, em Pequim 2008 havia ficado com o bronze na mesma prova.

## Estatísticas

### Competições
| Ano  | Torneio                   | Local               | Prova | Pos. | Res.  |
| ---- | ------------------------- | ------------------- | ----- | ---- | ----- |
| 2002 | Campeonato Mundial junior | Kingston, Jamaica   | 200m  | 3ª   | 23.09 |
| 2002 | Campeonato Mundial junior | Kingston, Jamaica   | 400m  | 2ª   | 51.49 |
| 2003 | Campeonato Mundial        | Saint-Denis, França | 400m  | 11ª  | 51.32 |
| 2004 | Jogos Olímpicos           | Athens, Grécia      | 400m  | 6ª   | 50.19 |
| 2005 | Campeonato Mundial        | Helsinki, Finlandia | 400m  | 2ª   | 49.74 |
| 2005 | World Athletics Final     | Monaco, Monaco      | 400m  | 1ª   | 49.52 |
| 2006 | Mundial Indoor            | Moscou, Rússia      | 400m  | 9ª   | 52.46 |
| 2006 | World Athletics Final     | Stuttgart, Alemanha | 200m  | 2ª   | 22.17 |
| 2006 | World Athletics Final     | Stuttgart, Alemanha | 400m  | 1ª   | 49.25 |
| 2006 | Copa do Mundo             | Atenas, Grécia      | 400m  | 1ª   | 48.70 |
| 2006 | Copa do Mundo             | Atenas, Grécia      | 200m  | 1ª   | 22.23 |
| 2007 | Campeonato Mundial        | Osaka, Japão        | 200m  | 5ª   | 22.70 |
| 2008 | Jogos Olímpicos           | Pequim, China       | 400m  | 3ª   | 49.93 |
| 2009 | Campeonato Mundial        | Berlim, Alemanha    | 400m  | 1ª   | 49.00 |

### Marcas pessoais
| Evento     | Tempo (seg) | Local                   | Data                  |
| ---------- | ----------- | ----------------------- | --------------------- |
| 60 meters  | 7.21        | Lincoln, Estados Unidos | 28 de fevereiro, 2004 |
| 100 meters | 10.97       | Shanghai, China         | 28 de setembro, 2007  |
| 200 meters | 22.17       | Stuttgart, Alemanha     | 9 de setembro, 2006   |
| 400 meters | 48.70       | Atenas, Grécia          | 16 de setembro, 2006  |

## Ligações Externas
- «Perfil de Sanya Richards-Ross» (em inglês). no site da World Athletics